# Lijst van Tsjechische ministers van Cultuur
Dit is een lijst van ministers van Cultuur van de Tsjechische Republiek.
| Naam              | Begin termijn    | Einde termijn    | Partij                       |
| ----------------- | ---------------- | ---------------- | ---------------------------- |
| Jindřich Kabát    | 1 januari 1993   | 17 januari 1994  | KDU-ČSL                      |
| Pavel Tigrid      | 19 januari 1994  | 4 juli 1996      | partijloos voor KDU-ČSL      |
| Jaromír Talíř     | 4 juli 1996      | 2 januari 1998   | KDU-ČSL                      |
| Martin Stropnický | 2 januari 1998   | 22 juli 1998     | onafhankelijk                |
| Pavel Dostál      | 22 juli 1998     | 24 juli 2005     | ČSSD                         |
| Vítězslav Jandák  | 17 augustus 2005 | 4 september 2006 | ČSSD                         |
| Martin Štěpánek   | 4 september 2006 | 9 januari 2007   | partijloos voor ODS          |
| Helena Třeštíková | 9 januari 2007   | 26 januari 2007  | partijloos voor KDU-ČSL      |
| Václav Jehlička   | 26 januari 2007  | 8 mei 2009       | KDU-ČSL                      |
| Václav Riedlbauch | 8 mei 2009       | 13 juli 2010     | partijloos voor ČSSD         |
| Jiří Besser       | 13 juli 2010     | 16 december 2011 | partijloos voor TOP 09, STAN |
| Alena Hanáková    | 20 december 2011 | 10 juli 2013     | partijloos voor TOP 09       |
| Jiří Balvín       | 10 juli 2013     | 29 januari 2014  | onafhankelijk                |
| Daniel Herman     | 29 januari 2014  | 13 december 2017 | KDU-ČSL                      |
| Ilja Šmíd         | 13 december 2017 | 27 juni 2018     | partijloos voor ANO 2011     |
| Antonín Staněk    | 27 juni 2018     | 31 juli 2019     | ČSSD                         |
| René Schreier     | 1 augustus 2019  | 26 augustus 2019 | partijloos voor ČSSD         |
| Lubomír Zaorálek  | 27 augustus 2019 | 17 december 2021 | ČSSD                         |
| Martin Baxa       | 17 december 2021 |                  | ODS                          |

Minister-president · Arbeid en Sociale Zaken · Binnenlandse Zaken · Buitenlandse Zaken · Cultuur · Defensie · Financiën · Industrie en Handel · Justitie · Landbouw · Milieu · Onderwijs, Jeugd en Lichamelijke Opvoeding · Regionale Ontwikkeling · Verkeer · Volksgezondheid · zonder portefeuille

Voormalige ministeries: 

Informatica